# Risco de La Concepción
El Risco de La Concepción es un accidente geográfico situado en el municipio español de Breña Alta, en la isla de La Palma (Canarias).Está protegido con la categoría de Monumento Natural por la Ley 12/1994, de 19 de diciembre, de Espacios Naturales de Canarias.

## Geografía
Se trata de un risco con una caída de más de 300 metros de altura, cerrando por el sur la ciudad de Santa Cruz de La Palma. Está declarado monumento natural. Alberga una vegetación formada por flora rupícola, bejeques y cardones colgados. 
Es un hidrovolcán cuyo origen está asociado a un proceso freatomagmático y, posteriormente, a una erupción relativamente reciente en su interior. Se originó en aguas someras con anterioridad a la formación de la Cumbre Nueva. 
El cráter del volcán se abre al Noreste, y es conocido como La Caldereta. En la actualidad, La Caldereta alberga una urbanización.
Su flanco oriental se vio alterado por una intensa erosión marina, formando un acantilado costero. Actualmente está atravesado en su base por túneles que comunican la capital con el sur de la isla. 
En su cima, a 400 m s. n. m., se ubica la Ermita de Nuestra Señora de La Concepción, de inicios del siglo XVI (siendo reedificada en 1672), en cuyo interior se conserva pintura de los siglos XVII y XVIII. Junto a la ermita se halla un mirador desde el cual se puede observar la ciudad de Santa Cruz de La Palma.